# Aérospatiale Alouette II
Aérospatiale Alouette II je jednomotorový lehký užitkový vrtulník vyvinutý francouzským leteckým výrobcem SNCASE (Société nationale des constructions aéronautiques du sud-est). Roku 1957 byly podniky SNCASE a SNCASO sloučeny do nového podniku Sud Aviation, který ve výrobě vrtulníku pokračoval a roku 1970 se stal součástí koncernu Aérospatiale (později Eurocopter a Airbus Helicopters). Alouette II poprvé vzlétl roku 1955. Jeho sériová výroba probíhala v letech 1956–1975. Vyrobeno bylo více než 1300 kusů. Většina byla pro vojenské uživatele. Vrtulník byl mimo jiné nasazen v Alžírské válce a Občanské válce v Rhodesii. V roce 2025 jej stále využívalo Tuniské letectvo a Turecké letectvo. V civilním sektoru byl mimo jiné využíván k přepravě osob a nákladu, jako záchranný vrtulník, nebo v zemědělském sektoru při práškování. Byl to první sériově vyráběný vrtulník poháněný turbohřídelovým motorem.
Derivátem typu Alouette II byl výškový vrtulník Aérospatiale SA 315B Lama. Dalším vývojem vrtulníku Alouette II vznikl větší a výkonnější typ Aérospatiale Alouette III.

## Vývoj

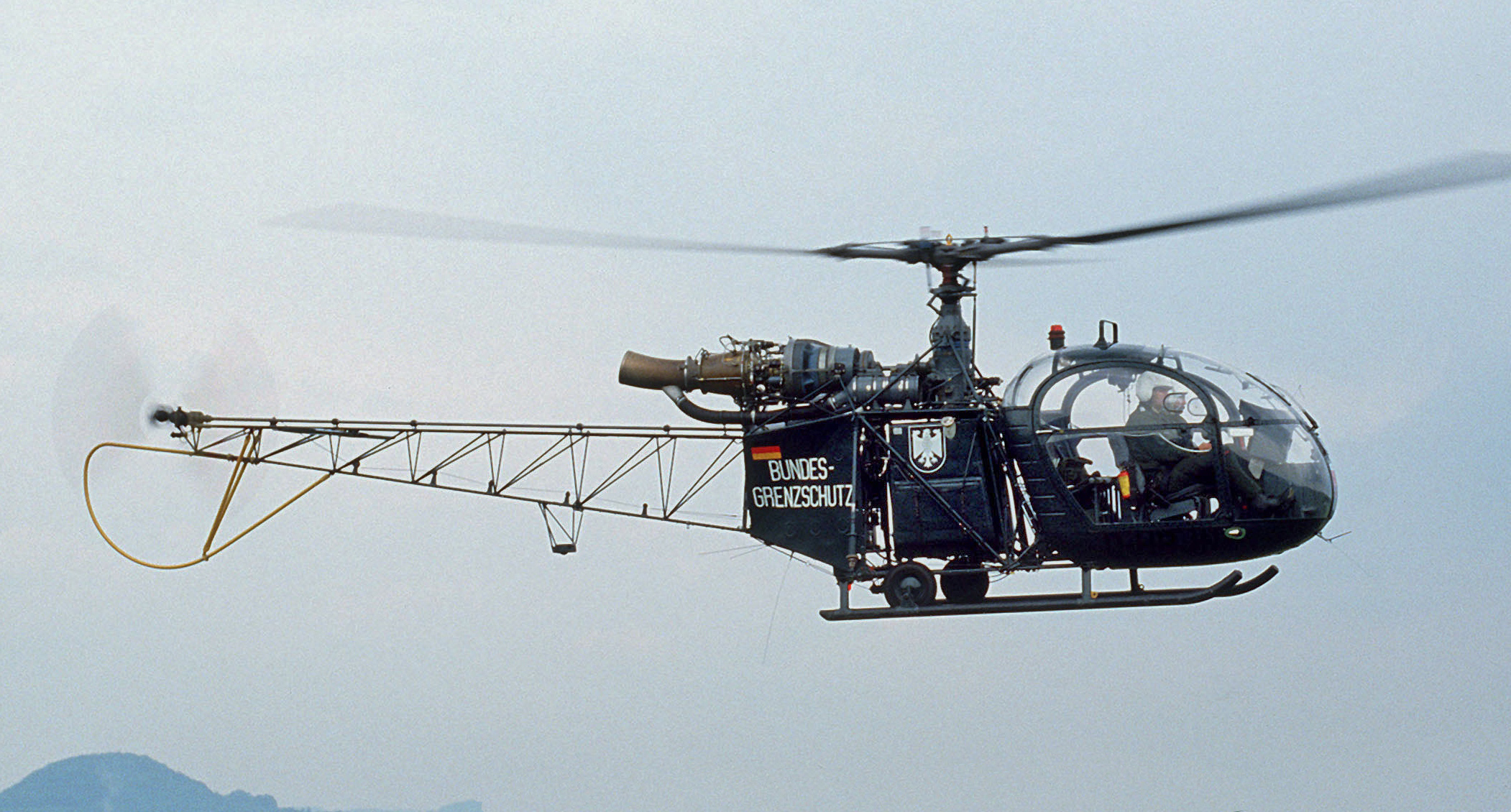
Západoněmecký vrtulník Alouette II hlídkující roku 1985 na hranici s Německou demokratickou republikou

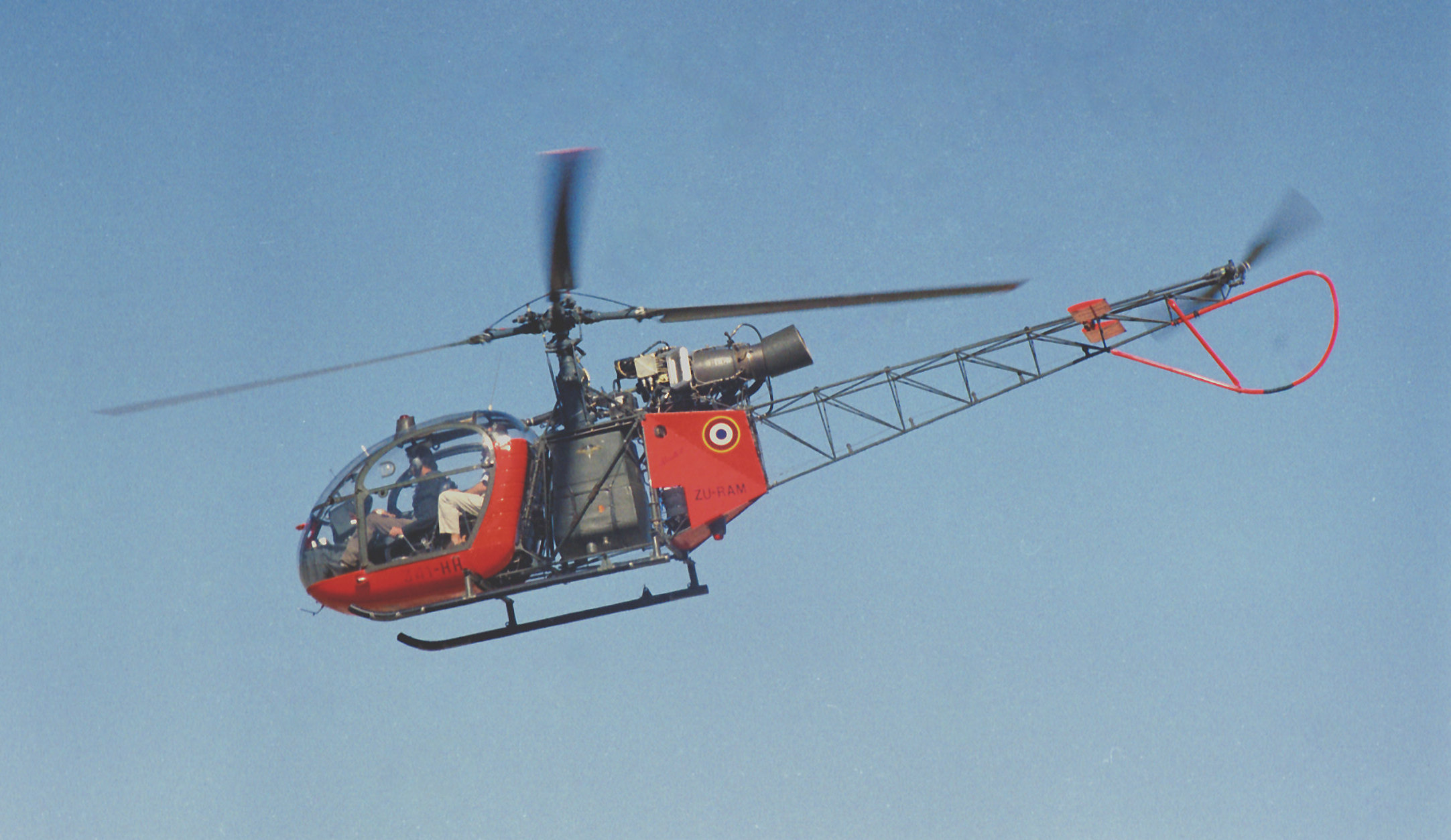
Francouzský vrtulník Alouette II

Alouette II byl vyvinut jako primárně vojenský vrtulník, který měl mimo jiné sloužit jako pozorovací, průzkumný, spojovací, záchranný nebo cvičný. Vývojově navazoval na prototyp SNCASE SE.3120 Alouette, který ještě neměl turbohřídelový motor. První let prototypu SNCASE SE.3130 Alouette II (F-WHHE) proběhl 12. března 1955 na letišti Aéroparc de Buc u Paříže. V kokpitu seděli šéfpilot společnosti SNCASE Jean Boulet a letecký inženýr Henri Petit. Prototyp poháněl turbohřídelový motor Turbomeca Artouste II B1 o výkonu 360 hp.
Francouzské ozbrojené síly vrtulník zavedly roku 1957. Dne 14. ledna 1958 vrtulník získal civilní certifikaci. Na výrobu úvodních verzí SE 3130 a SE 313B Alouette II s turbohřídelovými motory Turbomeca Artouste později navázaly verze poháněné výkonnějším turbohřídelovým motorem Turbomeca Astazou. Prototyp SA 3180 Alouette II Astazou poprvé vzlétl 31. ledna 1961.

## Popis
Vrtulník řídí jeden pilot. Pojme až čtyři cestující. Má pevný lyžový podvozek. Hlavní rotor je třílistý a vyrovnávací rotor dvoulistý.

## Varianty
- SE 3130 Alouette II – Úvodní verze s motorem Turbomeca Artouste II.
- SE 313B Alouette II – Verze s výkonnějším motorem Turbomeca Artouste IIC5/IIC6.
- HKP 2 Alouette II – Švédské označení licenčních SE 3130.
- SA 3180 Alouette II Astazou – Verze s motorem Turbomeca Astazou IIA/IIA2.
- SA 318B Alouette II Astazou – Maximální vzletová hmotnost zvýšena na 1600 kg.
- SA 318C Alouette II Astazou – Maximální vzletová hmotnost zvýšena na 1650 kg.
- SA 315B Lama – Výškový derivát vrtulníku vyvinutý dle požadavků Indické armády. Využíval dynamické komponenty a motor vrtulníku Aérospatiale Alouette III. Jeho indické označení bylo Cheetah.[3]

## Specifikace (SE.3130)

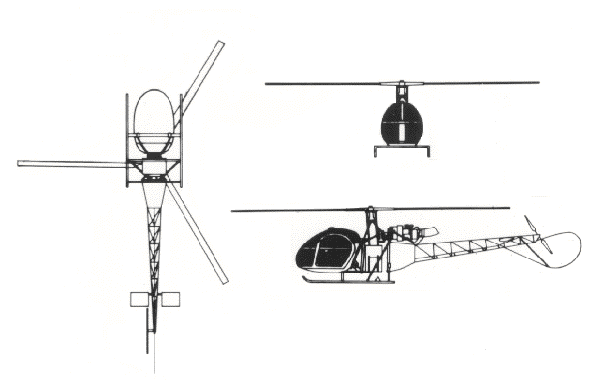
Třípohledový nákres

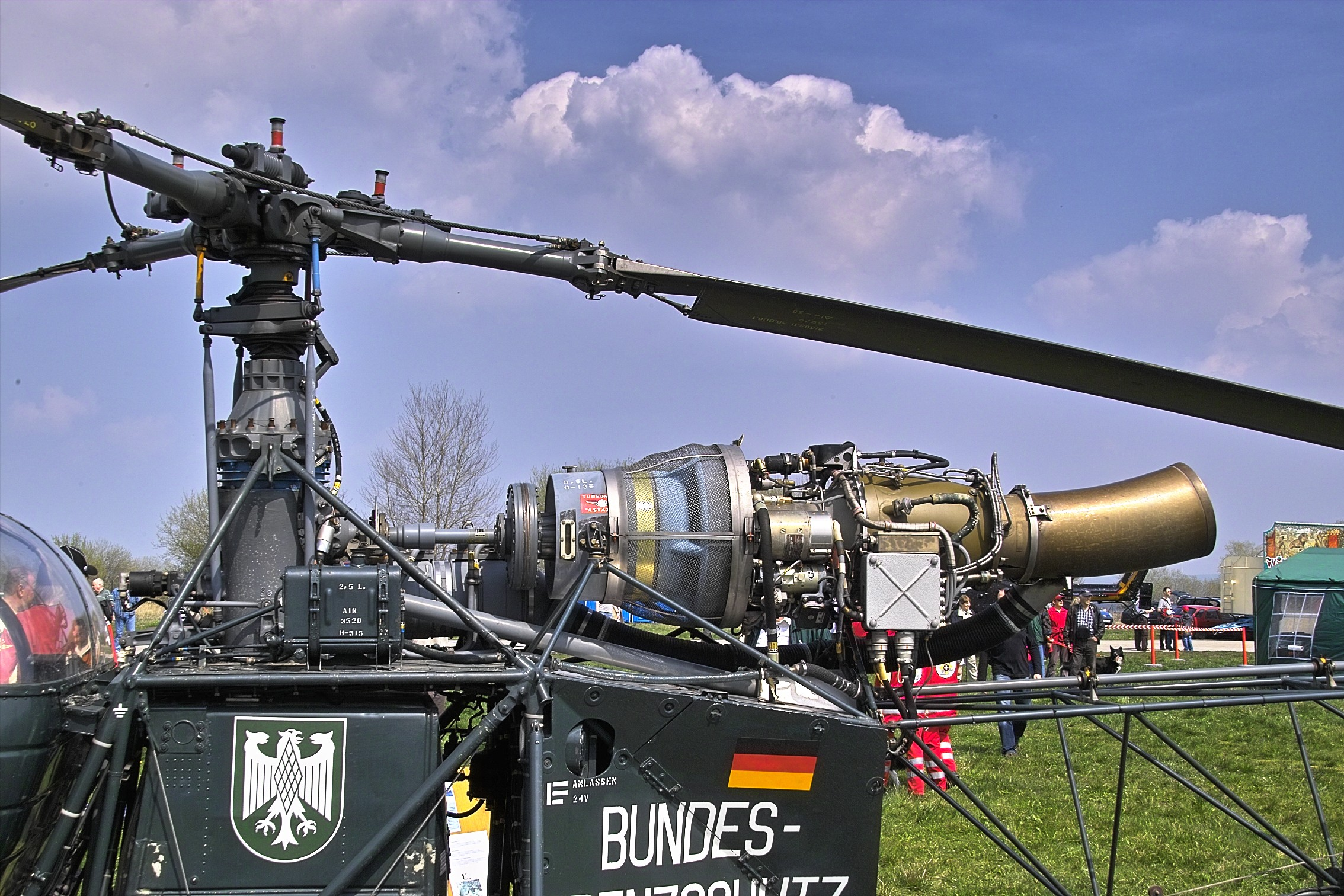
Detail motoru Turbomeca Astazou II AF

### Technické údaje
- Posádka: 1 + 4 cestující
- Délka trupu: 9,66 m (12,052 m včetně rotoru)
- Výška: 2,75 m
- Průměr hlavního rotoru: 10,2 m
- Průměr vyrovnávacího rotoru: 1,816 m
- Hmotnost prázdného stroje: 877 kg
- Vzletová hmotnost: 930 kg
- Maximální vzletová hmotnost: 1497 kg
- Pohonná jednotka: 1× turbohřídelový motor Turbomeca Artouste IIC6
- Výkon pohonné jednotky: 360 hp

### Výkony
- Maximální rychlost: 194 km/h
- Cestovní rychlost: 170 km/h
- Maximální dostup: 4511 m
- Dolet: 565 km